# Arnold (cratère)
Pour les articles homonymes, voir Arnold.
Arnold est un cratère d'impact sur la face visible de la Lune. Le nom fut officiellement adopté par l'Union astronomique internationale (UAI) en 1935,,, en référence à Christoph Arnold (1650-1695),,. Une partie du plancher intérieur du cratère a été recouvert par la lave au fil des années. 
Le cratère fut observé pour la première fois en 1791.

## Cratères satellites

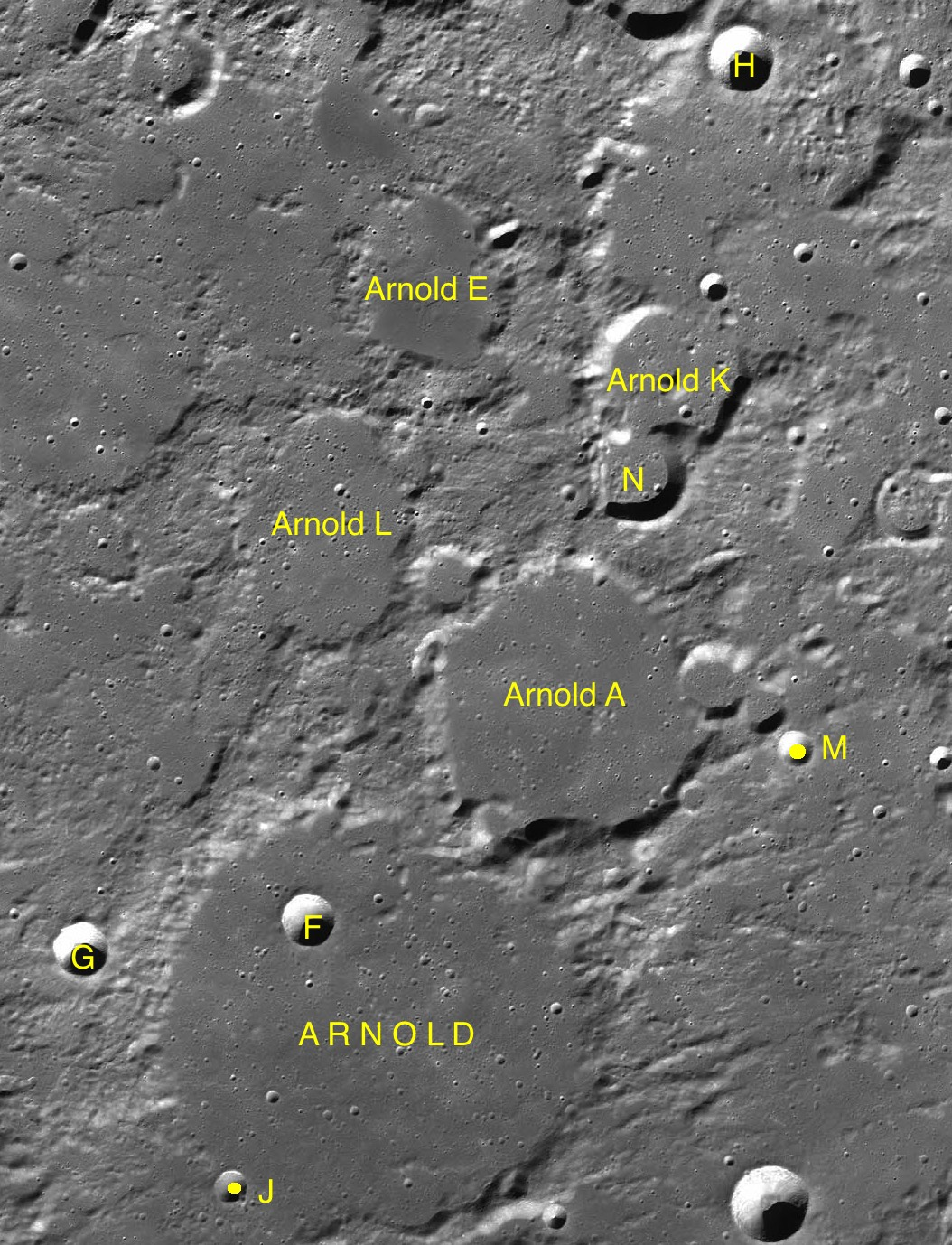
Carte des cratères satellites de Arnold.

Les cratères dits satellites sont de petits cratères situés à proximité du cratère principal, ils sont nommés du même nom mais accompagné d'une lettre majuscule complémentaire (même si la formation de ces cratères est indépendante de la formation du cratère principal). Par convention, ces caractéristiques sont indiquées sur les cartes lunaires en plaçant la lettre sur le point le plus proche du cratère principal. Liste des cratères satellites de Arnold : 
| Arnold | Latitude | Longitude | Diamètre |
| ------ | -------- | --------- | -------- |
| A      | 68.8° N  | 39.8° E   | 57 km    |
| E      | 71.6° N  | 38.3° E   | 32 km    |
| F      | 67.5° N  | 35.2° E   | 10 km    |
| G      | 67.3° N  | 31.4° E   | 11 km    |
| H      | 72.6° N  | 45.3° E   | 13 km    |
| J      | 65.9° N  | 33.7° E   | 6 km     |
| K      | 70.8° N  | 42.8° E   | 29 km    |
| L      | 70.2° N  | 36.1° E   | 33 km    |
| M      | 68.3° N  | 43.6° E   | 7 km     |
| N      | 70.2° N  | 41.9° E   | 18 km    |